# Frédéric Mistral
Frédéric Mistral (Maillane, 8. rujna 1830. – Maillane, 25. ožujka, 1914.), francuski pjesnik i nobelovac, jedan od ključnih osoba pokreta znanog kao félibrige.
Godine 1904. podijelio je Nobelovu nagradu za književnost sa španjolskim pjesnikom Joséom Echegarayjom y Eizaguirreom zbog svog doprinosa filologiji. Mistral je sva svoja djela pisao na oksitanskom jeziku. 
U čast njemu, čileanska pjesnikinja i nobelovka Lucila de María del Perpetuo Socorro Godoy Alcayaga promijenila je svoje ime u Gabriela Mistral.

## Vanjske poveznice
- Frédéric Mistral Biography